# Protallocoxa
Protallocoxa är ett släkte av kräftdjur. Protallocoxa ingår i familjen Stenetriidae.
Kladogram enligt Catalogue of Life:
| Protallocoxa | \| \| Protallocoxa abyssale \| \| \| \| \| \| Protallocoxa weddellense \| \| \| \| |
|              | \| \| Protallocoxa abyssale \| \| \| \| \| \| Protallocoxa weddellense \| \| \| \| |
|              | Calafia                                                                            |
|              |                                                                                    |
|              | Hansenium                                                                          |
|              |                                                                                    |
|              | Lexcenium                                                                          |
|              |                                                                                    |
|              | Liocoryphe                                                                         |
|              |                                                                                    |
|              | Mizothenar                                                                         |
|              |                                                                                    |
|              | Stenetrium                                                                         |
|              |                                                                                    |
|              | Stenobermuda                                                                       |
|              |                                                                                    |
|              | Tenupedunculus                                                                     |
|              |                                                                                    |
|              | Tristenium                                                                         |
|              |                                                                                    |
|              | Protallocoxa abyssale                                                              |
|              |                                                                                    |
|              | Protallocoxa weddellense                                                           |
|              |                                                                                    |

|  | Protallocoxa abyssale    |
|  |                          |
|  | Protallocoxa weddellense |
|  |                          |